# Elżbieta Tarnowska
Elżbieta Tarnowska (ur. 19 listopada 1875 w Krakowie, zm. 28 października 1955 w Montrésor we Francji) – tłumaczka.

## Życiorys

### Młodość
Elżbieta urodziła się jako pierwsze dziecko Stanisława Tarnowskiego i Róży-Marii Branickiej, jej młodszym bratem był Hieronim Tarnowski. Nazywana była „Etusią”.
W 1895 roku poznała na balu u państwa Szembeków w 1895 r. stacjonującego wówczas w Krakowie rotmistrza Jánosa hr. Esterházyego zu Galántha. Mimo początkowego sprzeciwu ojca ślub wzięli w Krakowie w kościele sióstr Felicjanek 8 stycznia 1898.
Wywodzący się z Galanty János Esterházy zu Galántha miał swą siedzibę w leżącej kilka kilometrów na zachód od Nitry miejscowości Nyitraújlak, które w Czechosłowacji przemianowano na Veľké Zálužie. Tam też był dom Elżbiety, odkąd poślubiła Jánosa Esterházyego zu Galántha. Starszy od Elżbiety o 11 lat mąż umarł 2 września 1905 roku, po 7 latach małżeństwa. Elżbieta doczekała się z nim trójki dzieci: Luizy zw. „Lulu” (1899-1966), Jánosa (1901-1957) i Marii Zofii (1904-1975). Elżbieta pomagała potrzebującym, a za jej przykładem czyniły to również jej dzieci. 
Po I wojnie światowej Elżbieta często przebywała na Węgrzech, m.in. w Sárospataku. Wraz z córką Luizą i jej narzeczonym kapitanem Ostenburgiem byli gorącymi zwolennikami restauracji monarchii na Węgrzech, ale chociaż regencję (od 1919 r.) adm. Miklósa Horthyego, adiutanta Franciszka Józefa, przyjęli z ulgą, to jednak uważali za przejściową. 
Elżbieta w latach 30. XX w. przetłumaczyła z węgierskiego szereg książek.

### Po II wojnie światowej
Bezpośrednio po II wojnie światowej Elżbietę i jej córki ominęło internowanie i deportacja, ale w r. 1945 przeżyła aresztowanie i wywiezienie swego syna Jánosa Esterházyego do gułagu oraz zaoczne skazanie go na śmierć przez czechosłowacki sąd pod zarzutem zdrady stanu. Ograbiono, a w roku 1947 odebrano Elżbiecie dom. Jesienią 1948, po krótkotrwałym aresztowaniu córki Luizy, Elżbieta wyjechała wraz z nią do rodziny w Montrésor we Francji. W r. 1949 NKWD odesłało Jánosa do Bratysławy w celu wykonania wyroku śmierci, ale dzięki jego siostrze Marii Zofii Esterházy po mężu Mycielskiej udało się wstrzymać wykonanie wyroku i uzyskać zamianę kary śmierci na dożywotnie więzienie. Elżbieta z Francji wspierała córkę, Marię Zofię w jej staraniach listami i materialnie. Było to jednak „ułaskawienie na śmierć”, gdyż János w więzieniu przebywał w fatalnych warunkach, wygłodzony, chory na gruźlicę od pobytu w gułagu. Elżbieta jednak tragicznego finału choroby syna i poszukiwań miejsca jego pochówku nie dożyła, zmarła 28 października 1955, na niecałe dwa lata przed synem.

## Publikacje
W latach 30. XX wieku jako Elżbieta Esterházy przetłumaczyła z języka węgierskiego kilka książek dydaktyczno-formacyjnych ks. profesora Tihaméra Tótha, wykładowcy na Uniwersytecie w Budapeszcie i rektora Centralnego Seminarium Duchownego w Budapeszcie, w 1939 r. biskupa Veszprém (po II wojnie światowej wielokrotnie wznawianych).
- Młodzieniec z charakterem: listy do moich studentów, Kraków: Wydawnictwo Księży Jezuitów, Druk. "Przeglądu Powszechnego", 1933 (i nast. wyd.), z przedmową Elżbiety Esterházy.
- Chrystus i młodzieniec: listy do moich studentów, Kraków: Wydawnictwo Księży Jezuitów, Druk. "Przeglądu Powszechnego", Kraków, 1935 (i nast. wyd.), z przedmową Elżbiety Esterházy.
- Religia w życiu młodzieńca, Kraków: Wydawnictwo Księży Jezuitów, 1936 (i nast. wyd.), z przedmową Elżbiety Esterházy.
- Z tajników przyrody, Warszawa: Wydawnictwo Księży Jezuitów, 1939 (i nast. wyd.).